# Cherkaski (Krasnodar)
Cherkaski (del ruso: Черкасский) es un jútor del raión de Kanevskaya del krai de Krasnodar del sur de Rusia. Está situado en la orilla izquierda del río Chelbas, antes de llegar al limán Sladki 7 km al noroeste de Kanevskaya y 122 km al norte de Krasnodar, la capital del krai. Tenía 120 habitantes en 2010.
Pertenece al municipio Starodereviankovskoye.